# Danh sách đĩa nhạc của Red Velvet
Danh sách đĩa nhạc của nhóm nhạc nữ Hàn Quốc Red Velvet bao gồm 3 album phòng thu, 13 mini album và 25 đĩa đơn. Ngoài ra, các cô nàng cũng có album tổng hợp, album tái phát hành và OST cho các bộ phim truyền hình. Red Velvet được thành lập bởi công ty giải trí Hàn Quốc SM Entertainment vào năm 2014, có tổng cộng 5 thành viên gồm Irene, Seulgi, Wendy, Joy và Yeri.

## Album

### Album phòng thu
| Album                                                                                     | Thông tin | Thứ hạng cao nhất | Thứ hạng cao nhất | Thứ hạng cao nhất | Thứ hạng cao nhất | Thứ hạng cao nhất | Thứ hạng cao nhất | Thứ hạng cao nhất | Doanh số                               | Chứng nhận          |
| Album                                                                                     | Thông tin | HQ Gaon           | Pháp              | NB Oricon         | NB Hot            | ĐL                | Mỹ Heat           | Mỹ World          | Doanh số                               | Chứng nhận          |
| Hàn Quốc                                                                                  | Hàn Quốc | Hàn Quốc          | Hàn Quốc          | Hàn Quốc          | Hàn Quốc          | Hàn Quốc          | Hàn Quốc          | Hàn Quốc          | Hàn Quốc                               | Hàn Quốc            |
| ----------------------------------------------------------------------------------------- | --- | ----------------- | ----------------- | ----------------- | ----------------- | ----------------- | ----------------- | ----------------- | -------------------------------------- | ------------------- |
| The Red                                                                                   | - Ngày phát hành: 9 tháng 9 năm 2015 - Hãng đĩa: SM Entertainment - Định dạng: CD, tải về, phát trực tuyến                  | 1                 | —                 | 47                | —                 | 2                 | 24                | 1                 | - HQ: 79,838 - NB: 4,478 - Mỹ: 3,000   |                     |
| Perfect Velvet                                                                            | - Ngày phát hành: 17 tháng 11 năm 2017 - Hãng đĩa: SM Entertainment - Định dạng: CD, tải về, phát trực tuyến                | 2                 | 95                | 20                | 52                | 3                 | 3                 | 1                 | - HQ: 117,759 - NB: 12,799 - Mỹ: 3,000 |                     |
| Chill Kill                                                                                | - Ngày phát hành: 13 tháng 11 năm 2023 - Hãng đĩa: SM Entertainment - Định dạng: CD, tải về, phát trực tuyến                | 1                 | —                 | 12                | 10                | —                 | 14                | 11                | - KOR: 611,531 - JPN: 9,934            | - KMCA: 2× Platinum |
| Nhật Bản                                                                                  | |                   |                   |                   |                   |                   |                   |                   |                                        |                     |
| Bloom                                                                                     | - Ngày phát hành: 6 tháng 4 năm 2022 - Hãng đĩa: Avex Trax, SM Entertainment Japan - Định dạng: CD, tải về, phát trực tuyến | —                 | —                 | 2                 | 5                 | —                 | —                 | —                 | - NB: 17,811 (Phy.)                    |                     |
| "—" cho biết album không lọt vào bảng xếp hạng hoặc không được phát hành tại khu vực này. | |                   |                   |                   |                   |                   |                   |                   |                                        |                     |

### Album tái phát hành
| Album                  | Thông tin                                                                                                   | Thứ hạng cao nhất | Thứ hạng cao nhất | Thứ hạng cao nhất | Thứ hạng cao nhất | Thứ hạng cao nhất | Thứ hạng cao nhất | Doanh số                   |
| Album                  | Thông tin                                                                                                   | HQ Gaon           | Pháp SNEP         | NB Oricon         | NBHot             | Mỹ Heat           | Mỹ World          | Doanh số                   |
| ---------------------- | --- | ----------------- | ----------------- | ----------------- | ----------------- | ----------------- | ----------------- | -------------------------- |
| The Perfect Red Velvet | - Ngày phát hành: 29 tháng 1 năm 2018 - Hãng đĩa: SM Entertainment - Định dạng: CD, tải về, phát trực tuyến | 1                 | 87                | 29                | 49                | 7                 | 3                 | - HQ: 120,957 - NB: 12,799 |

### Album tuyển tập
| Tên                                                                                       | Thông tin | Thứ hạng cao nhất | Thứ hạng cao nhất | Thứ hạng cao nhất | Thứ hạng cao nhất | Thứ hạng cao nhất | Doanh số                                          |
| Tên                                                                                       | Thông tin | HQ                | NB                | NB Hot            | Mỹ Heat           | Mỹ World          | Doanh số                                          |
| ----------------------------------------------------------------------------------------- | --- | ----------------- | ----------------- | ----------------- | ----------------- | ----------------- | ------------------------------------------------- |
| The ReVe Festival: Finale                                                                 | - Ngày phát hành: 23 tháng 12 năm 2019 - Hãng đĩa: SM Entertainment - Đinh dạng: CD, tải về, phát trực tuyến | 1                 | 24                | 45                | 2                 | 3                 | - HQ: 268,987 - NB: 7,442 (Phy.) - NB: 590 (Dig.) |
| "—" cho biết album không lọt vào bảng xếp hạng hoặc không được phát hành tại khu vực này. | |                   |                   |                   |                   |                   |                                                   |

## Đĩa mở rộng
| Album                                                                                     | Thông tin | Thứ hạng cao nhất | Thứ hạng cao nhất | Thứ hạng cao nhất | Thứ hạng cao nhất | Thứ hạng cao nhất | Thứ hạng cao nhất | Thứ hạng cao nhất | Thứ hạng cao nhất | Doanh số                                                      | Chứng nhận          |
| Album                                                                                     | Thông tin | HQ                | Úc Dig.           | Pháp Dig.         | NB                | NB Hot            | Anh Down.         | Mỹ Heat           | Mỹ World          | Doanh số                                                      | Chứng nhận          |
| ----------------------------------------------------------------------------------------- | --- | ----------------- | ----------------- | ----------------- | ----------------- | ----------------- | ----------------- | ----------------- | ----------------- | ------------------------------------------------------------- | ------------------- |
| Ice Cream Cake                                                                            | - Ngày phát hành: 18 tháng 3 năm 2015 - Hãng đĩa: SM Entertainment - Định dạng: CD, tải về, phát trực tuyến                  | 1                 | —                 | —                 | 76                | —                 | —                 | 24                | 2                 | - HQ: 90,970 - NB: 2,796 - Mỹ: 3,000                          | —                   |
| The Velvet                                                                                | - Ngày phát hành: 17 tháng 3 năm 2016 - Hãng đĩa: SM Entertainment - Định dạng: CD, tải về, phát trực tuyến                  | 1                 | —                 | —                 | 75                | —                 | —                 | —                 | 8                 | - HQ: 70,465 - NB: 2,104                                      | —                   |
| Russian Roulette                                                                          | - Ngày phát hành: 7 tháng 9 năm 2016 - Hãng đĩa: SM Entertainment - Định dạng: CD, tải về, phát trực tuyến                   | 1                 | —                 | 174               | 40                | —                 | —                 | 18                | 2                 | - HQ: 87,693 - NB: 3,446 - Mỹ: 2,000                          | —                   |
| Rookie                                                                                    | - Ngày phát hành: 1 tháng 2 năm 2017 - Hãng đĩa: SM Entertainment - Định dạng: CD, tải về, phát trực tuyến                   | 1                 | —                 | —                 | 43                | —                 | —                 | 21                | 1                 | - HQ: 118,747 - NB: 4,351                                     | —                   |
| The Red Summer                                                                            | - Ngày phát hành: 9 tháng 7 năm 2017 - Hãng đĩa: SM Entertainment - Định dạng: CD, tải về, phát trực tuyến                   | 1                 | —                 | 108               | 27                | —                 | —                 | 8                 | 1                 | - HQ: 110,705 - NB: 4,659 - Mỹ: 2,000                         | —                   |
| #Cookie Jar                                                                               | - Ngày phát hành: 4 tháng 7 năm 2018 - Hãng đĩa: Avex Trax, SM Entertainment Japan - Đinh dạng: CD, tải về, phát trực tuyến  | —                 | —                 | —                 | 3                 | 4                 | —                 | —                 | 13                | - NB: 31,638                                                  | —                   |
| Summer Magic                                                                              | - Ngày phát hành: 6 tháng 8 năm 2018 - Hãng đĩa: SM Entertainment - Đinh dạng: CD, tải về, phát trực tuyến                   | 1                 | 31                | 42                | 12                | 24                | 38                | 3                 | 3                 | - HQ: 199,531 - NB: 8,004 (Phy.) - NB: 946 (Dig.) - Mỹ: 2,000 | —                   |
| RBB                                                                                       | - Ngày phát hành: 30 tháng 11 năm 2018 - Hãng đĩa: SM Entertainment - Đinh dạng: CD, tải về, phát trực tuyến                 | 3                 | —                 | 92                | 33                | 51                | 60                | 1                 | 2                 | - HQ: 122,319 - NB: 5,411 - Mỹ: 10,000                        | —                   |
| Sappy                                                                                     | - Ngày phát hành: 29 tháng 5 năm 2019 - Hãng đĩa: Avex Trax, SM Entertainment Japan - Đinh dạng: CD, tải về, phát trực tuyến | —                 | —                 | —                 | 4                 | 4                 | —                 | —                 | —                 | - NB: 17,236                                                  | —                   |
| The ReVe Festival: Day 1                                                                  | - Ngày phát hành: 19 tháng 6 năm 2019 - Hãng đĩa: SM Entertainment - Đinh dạng: CD, tải về, phát trực tuyến                  | 1                 | —                 | 53                | 20                | 46                | 68                | 5                 | 7                 | - HQ: 193,669 - NB: 4,855                                     | —                   |
| The ReVe Festival: Day 2                                                                  | - Ngày phát hành: 20 tháng 8 năm 2019 - Hãng đĩa: SM Entertainment - Đinh dạng: CD, tải về, phát trực tuyến                  | 1                 | —                 | 52                | 17                | 54                | 51                | 11                | 6                 | - HQ: 140,537 - NB: 3,960 (Phy.) - NB: 427 (Dig.) - Mỹ: 1,000 | —                   |
| Queendom                                                                                  | - Ngày phát hành: 16 tháng 8 năm 2021 - Hãng đĩa: SM Entertainment - Đinh dạng: CD, tải về, phát trực tuyến                  | 2                 | 17                | —                 | 11                | 23                | 17                | 16                | 11                | - HQ: 384,492 - NB: 12,577 (Phy.)                             | - KMCA: Bạch kim    |
| The ReVe Festival 2022 – Feel My Rhythm                                                   | - Ngày phát hành: 21 tháng 3 năm 2022 - Hãng đĩa: SM Entertainment - Đinh dạng: CD, tải về, phát trực tuyến                  | 1                 | 10                | —                 | 6                 | 4                 | 26                | 9                 | 8                 | - HQ: 653,610 - NB: 10,488 (Phy.)                             | - KMCA: 2× Bạch kim |
| The ReVe Festival 2022 – Birthday                                                         | - Phát hành: 28 tháng 11 năm 2022 - Hãng đĩa: SM Entertainment - Đinh dạng: CD, tải về, phát trực tuyến                      | 2                 | —                 | —                 | 16                | 11                | —                 | —                 | —                 | - KOR: 1,048,239 - JPN: 10,095                                | - KMCA: 3× Platinum |
| Cosmic                                                                                    | - Phát hành: 24 tháng 6 năm 2024 - Hãng đĩa: SM Entertainment - Đinh dạng: CD, tải về, phát trực tuyến                       | —                 | —                 | —                 | —                 | —                 | —                 | —                 | —                 |                                                               |                     |
| "—" cho biết album không lọt vào bảng xếp hạng hoặc không được phát hành tại khu vực này. | |                   |                   |                   |                   |                   |                   |                   |                   |                                                               |                     |

## Đĩa đơn
| Bài hát                            | Năm  | Thứ hạng cao nhất | Thứ hạng cao nhất | Thứ hạng cao nhất | Thứ hạng cao nhất | Thứ hạng cao nhất | Thứ hạng cao nhất | Thứ hạng cao nhất | Thứ hạng cao nhất | Doanh số (DL)                           | Chứng nhận       | Album                     |
| Bài hát                            | Năm  | HQ                | HQ                | CAN               | NB Hot            | NZ Hot            | SGP               | Mỹ World          | TG                | Doanh số (DL)                           | Chứng nhận       | Album                     |
| Bài hát                            | Năm  | Gaon              | Hot               | CAN               | NB Hot            | NZ Hot            | SGP               | Mỹ World          | TG                | Doanh số (DL)                           | Chứng nhận       | Album                     |
| ---------------------------------- | ---- | ----------------- | ----------------- | ----------------- | ----------------- | ----------------- | ----------------- | ----------------- | ----------------- | --------------------------------------- | ---------------- | ------------------------- |
| "Happiness" (행복)                 | 2014 | 5                 | —                 | —                 | —                 | —                 | —                 | 4                 | —                 | - HQ: 433,336 - Mỹ: 15,000              | —                | Non-album singles         |
| "Be Natural" (hợp tác với Taeyong) | 2014 | 33                | —                 | —                 | —                 | —                 | —                 | 6                 | —                 | - HQ: 70,920                            | —                | Non-album singles         |
| "Automatic"                        | 2015 | 32                | —                 | —                 | —                 | —                 | —                 | 9                 | —                 | - HQ: 80,662                            | —                | Ice Cream Cake            |
| "Ice Cream Cake"                   | 2015 | 4                 | —                 | —                 | —                 | —                 | —                 | 3                 | —                 | - HQ: 1,378,831 - Mỹ: 23,000            | —                | Ice Cream Cake            |
| "Dumb Dumb"                        | 2015 | 2                 | —                 | —                 | —                 | —                 | —                 | 3                 | —                 | - HQ: 1,611,205 - Mỹ: 26,000            | —                | The Red                   |
| "Wish Tree" (세가지 소원)          | 2015 | 33                | —                 | —                 | —                 | —                 | —                 | —                 | —                 | - HQ: 128,382                           | —                | Winter Garden             |
| "One of These Nights" (7월 7일)    | 2016 | 10                | —                 | —                 | —                 | —                 | —                 | 6                 | —                 | - HQ: 365,450                           | —                | The Velvet                |
| "Russian Roulette"                 | 2016 | 2                 | 70                | —                 | —                 | —                 | —                 | 2                 | —                 | - HQ: 2,500,000 - Mỹ: 24,000            | —                | Russian Roulette          |
| "Rookie"                           | 2017 | 3                 | 39                | —                 | —                 | —                 | —                 | 4                 | —                 | - HQ: 1,358,020                         | —                | Rookie                    |
| "Would U"                          | 2017 | 13                | —                 | —                 | —                 | —                 | —                 | —                 | —                 | - HQ: 188,236                           | —                | SM Station Season 2       |
| "Red Flavor" (빨간 맛)             | 2017 | 1                 | 2                 | —                 | 25                | —                 | —                 | 4                 | —                 | - HQ: 2,500,000                         | —                | The Red Summer            |
| "Rebirth" (환생)                   | 2017 | 78                | —                 | —                 | —                 | —                 | —                 | 25                | —                 | - HQ: 51,816                            | —                | SM Station Season 2       |
| "Peek-a-Boo" (피카부)              | 2017 | 2                 | 2                 | —                 | 36                | —                 | —                 | 2                 | —                 | - HQ: 2,500,000 - Mỹ: 21,000            | —                | Perfect Velvet            |
| "Bad Boy"                          | 2018 | 2                 | 2                 | 87                | 49                | —                 | 8                 | 2                 | —                 | - HQ: 2,500,000 - Mỹ: 27,000            | - KMCA: Bạch kim | The Perfect Red Velvet    |
| "#Cookie Jar"                      | 2018 | —                 | —                 | —                 | —                 | —                 | —                 | 20                | —                 |                                         | —                | #Cookie Jar               |
| "Power Up"                         | 2018 | 1                 | 1                 | —                 | —                 | —                 | —                 | 6                 | —                 | - HQ: 2,500,000 - Mỹ: 1,000             | —                | Summer Magic              |
| "RBB (Really Bad Boy)"             | 2018 | 10                | 7                 | —                 | 93                | —                 | 14                | 1                 | —                 | - Mỹ: 2,000                             | —                | RBB                       |
| "Sappy"                            | 2019 | —                 | —                 | —                 | —                 | —                 | —                 | 13                | —                 |                                         | —                | Sappy                     |
| "Sayonara"                         | 2019 | —                 | —                 | —                 | —                 | —                 | —                 | —                 | —                 |                                         | —                | Sappy                     |
| "Zimzalabim" (짐살라빔)            | 2019 | 11                | 4                 | —                 | —                 | 39                | —                 | 10                | —                 | The ReVe Festival: Day 1                | —                |                           |
| "Umpah Umpah" (음파음파)           | 2019 | 18                | 1                 | —                 | —                 | —                 | —                 | 9                 | —                 | The ReVe Festival: Day 2                | —                |                           |
| "Psycho"                           | 2019 | 2                 | 2                 | —                 | —                 | 10                | 1                 | 1                 | —                 | - Mỹ: 2,000                             | - KMCA: Bạch kim | The ReVe Festival: Finale |
| "Milky Way"                        | 2020 | 119               | 64                | —                 | —                 | —                 | —                 | —                 | —                 |                                         |                  | SM Station                |
| "Queendom"                         | 2021 | 5                 | 7                 | —                 | 77                | —                 | 12                | 10                | 96                | Queendom                                |                  |                           |
| "Feel My Rhythm"                   | 2022 | 3                 | 3                 | —                 | 47                | 24                | 9                 | 8                 | 36                | The ReVe Festival 2022 – Feel My Rhythm |                  |                           |

## Nhạc phim
| class="wikitable plainrowheaders" style="text-align:center;" | Bài hát | Năm | Thứ hạng cao nhất | Doanh số         | Thành viên              | Album |
| HQ                                                           | Bài hát | Năm |                   | Doanh số         | Thành viên              | Album |
| "Yossism"                                                    | 2016    | 152 | - HQ: 18,321+     | Cả nhóm          | Telemonster OST         |       |
| "Don't Push Me"                                              | 2016    | 25  | - HQ: 182,984+    | Seulgi và Wendy  | Uncontrollably Fond OST |       |
| "I Can Only See You"                                         | 2017    | 80  | - HQ: 24,912+     | Seulgi và Wendy  | Hwarang OST             |       |
| Dream me                                                     | 2018    |     |                   | Joy (x NCT Mark) | The Ghost Detective OST |       |
| See The Stars                                                | 2019    |     |                   | Cả nhóm          | Hotel Del Luna OST 8    |       |

## Collabration
| Bài hát                                                                       | Năm  | Thành viên      | Album      |
| ----------------------------------------------------------------------------- | ---- | --------------- | ---------- |
| "Sound of Your Heart" (너의 목소리) (với Sunny, Luna, Yesung, Taeil, Doyoung) | 2016 | Seulgi và Wendy | SM Station |
| "Doll" (với Kangta)                                                           | 2017 | Seulgi và Wendy | SM Station |
| Alway in my heart (với Seul Ong)                                              | 2016 | Joy             | SM Station |
| Spring Love (với Eric Nam)                                                    | 2016 | Wendy           | SM Station |
| Darling U (với Ye Sung)                                                       | 2017 | Seulgi          | SM Station |
| Wow thing (với Chung Ha, SinB, Soyeon)                                        | 2018 | Seulgi          | SM Station |

## Bài hát lọt vào bảng xếp hạng khác
| Bài hát                | Năm  | Thứ hạng cao nhất | Thứ hạng cao nhất | Doanh số      | Album                     |
| Bài hát                | Năm  | HQ Gaon           | Hot 100           | Doanh số      | Album                     |
| ---------------------- | ---- | ----------------- | ----------------- | ------------- | ------------------------- |
| "Somethin Kinda Crazy" | 2015 | 52                | —                 | - HQ: 35.987  | Ice Cream Cake            |
| "Take It Slow"         | 2015 | 64                | —                 | - HQ: 31.883  | Ice Cream Cake            |
| "Candy"                | 2015 | 66                | —                 | - HQ: 31.169  | Ice Cream Cake            |
| "Stupid Cupid"         | 2015 | 74                | —                 | - HQ: 29.288  | Ice Cream Cake            |
| "Huff n Puff"          | 2015 | 36                | —                 | - HQ: 98.374  | The Red                   |
| "Oh Boy"               | 2015 | 35                | —                 | - HQ: 92.726  | The Red                   |
| "Don't U Wait No More" | 2015 | 69                | —                 | - HQ: 38.372  | The Red                   |
| "Campfire"             | 2015 | 68                | —                 | - HQ: 37.903  | The Red                   |
| "Day 1"                | 2015 | 74                | —                 | - HQ: 37.230  | The Red                   |
| "Red Dress"            | 2015 | 78                | —                 | - HQ: 35.149  | The Red                   |
| "Lady's Room"          | 2015 | 83                | —                 | - HQ: 34.022  | The Red                   |
| "Time Slip"            | 2015 | 88                | —                 | - HQ: 33.763  | The Red                   |
| "Cool World"           | 2015 | 95                | —                 | - HQ: 31.952  | The Red                   |
| "Cool Hot Sweet Love"  | 2016 | 48                | —                 | - HQ: 54.294  | The Velvet                |
| "Rose Scent Breeze"    | 2016 | 61                | —                 | - HQ: 46.944  | The Velvet                |
| "First Time"           | 2016 | 70                | —                 | - HQ: 43.283  | The Velvet                |
| "Light Me Up"          | 2016 | 79                | —                 | - HQ: 39.909  | The Velvet                |
| "Lucky Girl"           | 2016 | 42                | —                 | - HQ: 55.092  | Russian Roulette          |
| "Bad Dracula"          | 2016 | 81                | —                 | - HQ: 36.225  | Russian Roulette          |
| "Sunny Afternoon"      | 2016 | 78                | —                 | - HQ: 38.053  | Russian Roulette          |
| "Fool"                 | 2016 | 84                | —                 | - HQ: 35.518  | Russian Roulette          |
| "Some Love"            | 2016 | 100               | —                 | - HQ: 34.442  | Russian Roulette          |
| "My Dear"              | 2016 | 89                | —                 | - HQ: 38.003  | Russian Roulette          |
| "Little Little"        | 2017 | 41                | —                 | - HQ: 75.539  | Rookie                    |
| "Happily Ever After"   | 2017 | 71                | —                 | - HQ: 32.198  | Rookie                    |
| "Talk To Me"           | 2017 | 67                | —                 | - HQ: 35.861  | Rookie                    |
| "Body Talk"            | 2017 | 79                | —                 | - HQ: 28.698  | Rookie                    |
| "Last Love"            | 2017 | 72                | —                 | - HQ: 32.656  | Rookie                    |
| "You Better Know"      | 2017 | 14                | 21                | - HQ: 118.309 | The Red Summer            |
| "Zoo"                  | 2017 | 24                | 30                | - HQ: 82.388  | The Red Summer            |
| "Mojito"               | 2017 | 32                | 69                | - HQ: 55.235  | The Red Summer            |
| "Hear The Sea"         | 2017 | 35                | 70                | - HQ: 52.988  | The Red Summer            |
| "Look"                 | 2017 | 74                | 61                | - HQ: 49,319+ | Perfect Velvet            |
| "Moonlight Melody"     | 2017 | 98                | 64                | - HQ: 38,855+ | Perfect Velvet            |
| "Kingdom Come"         | 2017 | —                 | 65                | - HQ: 37,984+ | Perfect Velvet            |
| "My Second Date"       | 2017 | —                 | 67                | - HQ: 35,962+ | Perfect Velvet            |
| "About Love"           | 2017 | —                 | —                 | - HQ: 23,172+ | Perfect Velvet            |
| "I Just"               | 2017 | —                 | —                 | - HQ: 23,094+ | Perfect Velvet            |
| "Perfect 10"           | 2017 | —                 | —                 | - HQ: 20,491+ | Perfect Velvet            |
| "Attaboy"              | 2017 | —                 | —                 | - HQ: 20,307+ | Perfect Velvet            |
| "All Right"            | 2018 | 79                | 41                | —             | The Perfect Red Velvet    |
| "With You"             | 2018 | 34                | 18                | —             | Summer Magic              |
| "Blue Lemonade"        | 2018 | 68                | 23                | —             | Summer Magic              |
| "Mr. E"                | 2018 | 80                | 26                | —             | Summer Magic              |
| "Hit That Drum"        | 2018 | 83                | 27                | —             | Summer Magic              |
| "Mosquito"             | 2018 | 88                | 29                | —             | Summer Magic              |
| "Sunny Side Up!"       | 2019 | 123               | —                 | —             | The ReVe Festival: Day 1  |
| "Milkshake"            | 2019 | 181               | —                 | —             | The ReVe Festival: Day 1  |
| "Parade"               | 2019 | 184               | —                 | —             | The ReVe Festival: Day 1  |
| "Carpool"              | 2019 | 169               | —                 | —             | The ReVe Festival: Day 2  |
| "Love Is the Way"      | 2019 | 199               | —                 | —             | The ReVe Festival: Day 2  |
| "In & Out"             | 2019 | 88                | 50                | —             | The ReVe Festival: Finale |
| "Remember Forever"     | 2019 | 128               | 65                | —             | The ReVe Festival: Finale |

## Danh sách video

### Album video
| Tên                                        | Thông tin                                                                                       | Thứ hạng cao nhất | Thứ hạng cao nhất | Doanh số    |
| Tên                                        | Thông tin                                                                                       | NB                | NB                | Doanh số    |
| Tên                                        | Thông tin                                                                                       | DVD               | Blu-ray           | Doanh số    |
| ------------------------------------------ | ----------------------------------------------------------------------------------------------- | ----------------- | ----------------- | ----------- |
| Red Velvet 1st Concert "Red Room" in Japan | - Ngày phát hành: ngày 12 tháng 9 năm 2018 (NB) - Hãng đĩa: Avex Trax - Đinh dạng: DVD, Blu-ray | 8                 | 15                | - NB: 3,431 |
| Red Velvet 2nd Concert "REDMARE" in Japan  | - Ngày phát hành: ngày 31 tháng 7 năm 2019 (NB) - Hãng đĩa: Avex Trax - Đinh dạng: DVD, Blu-ray | 12                | 21                | - NB: 2,880 |

### Video âm nhạc
| Bài hát                | Năm  | Đạo diễn             | Chú thích  |
| ---------------------- | ---- | -------------------- | ---------- |
| "Happiness"            | 2014 | Woogie Kim           | [ 114 ]    |
| "Be Natural"           | 2014 | Kwon Soon-wook       | [ 115 ]    |
| "Automatic"            | 2015 | Shin Hee-won         | [ 116 ]    |
| "Ice Cream Cake"       | 2015 | Woogie Kim           | [ 116 ]    |
| "Dumb Dumb"            | 2015 | Beomjin (VM Project) | [ 117 ]    |
| "One of These Nights"  | 2016 | Shin Hee-won         | [ 118 ]    |
| "Russian Roulette"     | 2016 | Shin Hee-won         | [ 119 ]    |
| "Rookie"               | 2017 | Shin Hee-won         | [ 120 ]    |
| "Would U"              | 2017 | Koh In-gon           | [ 121 ]    |
| "Red Flavor"           | 2017 | Seong Chang-won      | [ 122 ]    |
| "Rebirth"              | 2017 | Shindong             | [ 123 ]    |
| "Peek-a-Boo"           | 2017 | Kim Zi-yong          | [ 124 ]    |
| "Bad Boy"              | 2018 | Kim Ja-kyeong        | [ 125 ]    |
| "I Just"               | 2018 | Themselves           | [ 126 ]    |
| "#Cookie Jar"          | 2018 | Oh Ji-won            | [ 127 ]    |
| "Power Up"             | 2018 | Kim Ja-kyeong        | [ 128 ]    |
| "RBB (Really Bad Boy)" | 2018 | Oui Kim              | [ 129 ]    |
| "Sappy"                | 2019 | Kim Woo-je           | [ 130 ]    |
| "Zimzalabim"           | 2019 | Beomjin (VM Project) | [ 131 ]    |
| "Milkshake"            | 2019 | Không biết           | Không biết |
| "Umpah Umpah"          | 2019 | O                    | [ 132 ]    |
| "Psycho"               | 2019 | O                    | [ 133 ]    |